# 柯克兰·唐纳德
柯克兰·霍格·「柯克」·唐纳德，（英語：Kirkland Hogue "Kirk" Donald，1953年9月15日—）美国海军上将，曾任海军核动力主任，兼任国家核安全局海军核反应副主任。2004年11月5日任现职。

## 荣誉

### 外国勋章奖章
- 大英帝国司令勋章（英国，军事版，2016年[1]）